# ريكاردو روجاس
ريكاردو روجاس (بالإسبانية: Ricardo Rojas)‏ هو صحفي وكاتب وكاتب مسرحي أرجنتيني، ولد في 16 سبتمبر 1882 في سان ميغيل دي توكومان في الأرجنتين، وتوفي في 29 يوليو 1957 في بوينس آيرس في الأرجنتين.

## وصلات خارجية
- ريكاردو روجاس على موقع IMDb (الإنجليزية)